# Administrateur civil du Sénégal
Pour les articles homonymes, voir Administrateur civil.
 (février 2012).
Si vous disposez d'ouvrages ou d'articles de référence ou si vous connaissez des sites web de qualité traitant du thème abordé ici, merci de compléter l'article en donnant les références utiles à sa vérifiabilité et en les liant à la section « Notes et références ».
Les administrateurs civils du Sénégal forment un corps de hauts fonctionnaires sénégalais de la hiérarchie A1 (équivalant à un niveau de Bac + 6). 
Les premiers administrateurs civils sénégalais ont été formés à  l'Ecole nationale de la France d'outre-mer (ENFOM).
Aujourd'hui formés à l’École nationale d’administration (ENA), ils sont les seuls fonctionnaires de la hiérarchie A, à avoir une vocation interministérielle.
En effet, à la différence des autres fonctionnaires, les administrateurs civils n’ont pas de ministère dédié ; c'est-à-dire qu’ils peuvent être affectés, à leur sortie et tout au long de leur carrière administrative, dans n'importe quelle structure de l’État (ministères, collectivités locales, Établissements publics et des sociétés nationales).
Les administrateurs civils peuvent également être chargés de fonctions administratives au niveau des institutions de la République (Sénat, Assemblée nationale, entre autres).  
Corps le plus élevé du cadre des fonctionnaires de l’Administration générale (qui compte 5 corps distincts), les administrateurs civils sont destinés à occuper des postes stratégiques et à accomplir des missions de conception aux côtés des plus hautes autorités (Président de la République, Premier Ministre, Ministres).
Le décret n° 77-880 du 10 octobre 1977 portant statut particulier du cadre des fonctionnaires de l’Administration générale dispose, à ce titre, que : « les administrateurs civils secondent le Premier Ministre et les Ministres dans l’exercice de leur autorité. À ce titre, ils sont appelés à occuper les postes les plus élevés de l’administration dans lesquels ils exercent des fonctions de conception et de direction. Ils sont chargés de la mise en œuvre de la politique générale du Gouvernement et doivent l’adapter à la conduite des affaires administratives ».

## Postes d’affectation des administrateurs civils
À l’heure actuelle, près d’une centaine d’administrateurs civils sont en service dans l’administration territoriale en qualité de Gouverneurs de région (14), d’adjoint au  Gouverneur, de Préfets de département (45) et d’adjoints aux préfets.
Les postes de sous-préfets qui leur sont destinés par les textes restent occupés par des secrétaires d’administration et des agents issus d’autres corps de la fonction publique.
Un nombre important d’administrateurs civils exerce aussi dans l’administration centrale où ils occupent des postes de Secrétaire général de ministère, de directeur de cabinet, d’Inspecteur des affaires administratives et financières, de directeur de l’administration générale et de l’équipement, de conseiller technique, de directeur, chef de division et chef de bureau.
D’autres administrateurs civils sont en position de détachement dans les agences ou établissements publics où ils exercent des fonctions de conception et de direction.
Beaucoup d’administrateurs civils ont intégré, par voie de concours professionnel, d’autres corps de la haute administration comme l’Inspection générale d’État ou la Cour des comptes.

## Quelques administrateurs civils célèbres
- Cheikh Béthio Thioune, ancien Secrétaire général de la communauté urbaine de Dakar
- Abdou Diouf, Président de la République du Sénégal de 1981 à 2000
- Moustapha Niasse, ancien Premier Ministre
- Habib Thiam, ancien Premier Ministre
- Djibo Leyti Kâ  Ministre d’État
- Abdoulaye Makhtar Diop, Ministre d’État
- Babacar Ba
- Jean Collin
- Famara Ibrahima Sagna
- Daniel Cabou
- Diakaria Diaw, Ministre d’État, Secrétaire général de la Présidence de la République
- Pierre Babacar Kama, Ancien Président Directeur général des Industries chimiques du Sénégal (ICS)
- Thierno Birahim Ndao, ancien Gouverneur de région
- Nafi Ngom Keita, Inspecteur général d’État, Vérificateur général du Sénégal
- Abdoulaye Saydou Sow

## Accès au corps des administrateurs civils
L’accès au corps des administrateurs civils se fait de deux manières :
- par la voie du concours direct d’entrée à l’École nationale d’administration (ENA) : Ce concours est ouvert aux étudiants titulaires au moins d’une maîtrise et âgés de 33 ans au plus au moment de l’ouverture du concours. Ce concours très sélectif se déroule sur trois étapes :
  - une première épreuve de présélection composée des tests psychotechniques d’intelligence,
  - une deuxième étape dite d’admissibilité comprenant des dissertations sur un sujet de culture générale, sur un sujet de droit public, sur un sujet d’économie ou de gestion publique,
  - une troisième étape dite d’admission constituée d’une épreuve de synthèse de textes et d’un entretien avec le jury ;

- par la voie du concours professionnel : Le concours professionnel est ouvert aux agents de la fonction publique ayant à leur actif une ancienneté d’au moins 5 ans dans la fonction publique sénégalaise. Le recrutement se déroule suivant deux grandes étapes :
  - une première étape dite d’admission où le candidat traite obligatoirement un sujet de dissertation de culture générale, un sujet de dissertation sur un sujet de droit et un sujet de dissertation sur un sujet d’économie ou de gestion publique,
  - une seconde étape dite d’admission constituée d’une épreuve de synthèse de textes et d’un entretien avec le jury.

Malgré le nombre de postes très limité qui est ouvert à chaque concours (5 postes à pourvoir en 2012), le nombre de candidats augmente d’année en année et rend le concours encore plus sélectif.
À titre d’illustration, plus de 500 personnes ont présenté leur candidature au concours professionnel en 2012 pour un nombre de postes ouverts de 5 ; ce qui équivaut à un taux de réussite de moins de 1 %.

## Formation des administrateurs civils
Les administrateurs civils sont formés à l’École nationale d’administration (ENA). La formation dure 24 mois complets répartis en deux années académiques.
Hauts fonctionnaires polyvalents, les administrateurs civils, suivent au cours de leur formation, en plus des modules spécifiques, des enseignements dans des domaines aussi divers que l’économie, les finances publiques, la gestion foncière, la comptabilité publique, le droit social etc. ; ce qui leur donne les outils nécessaires à une bonne connaissance du fonctionnement de l’État, des Institutions et des services publics.
En première année, les élèves de la section « administration générale » suivent des modules spécifiques à leur section en même temps qu’ils subissent les enseignements dispensés en tronc commun à tous les élèves de l’École toutes sections confondues (Finances publiques, marchés publics, comptabilité, organisation et contrôle de l’Administration, gestion des ressources humaines, économie, droit administratif).
La première année de formation est sanctionnée par un stage à l’intérieur du pays qui met l’élève en situation réelle de travail et qui lui permet de s’exercer aux fonctions de gouverneur, préfet et sous-préfet.
La deuxième année de formation est axée sur des modules spécifiques (administration territoriale, gestion des collectivités locales, maintien de l’ordre public, défense nationale, organisation des élections, gestion des projets, management etc.).

## Effectif actuel des administrateurs civils
En 2012 l’effectif des administrateurs civils est évalué à un peu moins de 300 personnes dont une vingtaine est en position de détachement ou de disponibilité.